# Байер, Хорст
Хорст Байер (нем. Horst Beyer; 5 января 1940, Ноймюнстер, Шлезвиг-Гольштейн — 9 декабря 2017, Гамбург) — немецкий легкоатлет, специалист по многоборьям. Выступал за сборную ФРГ по лёгкой атлетике в 1964—1972 годах, бронзовый призёр чемпионата Европы, двукратный чемпион Западной Германии в десятиборье, участник двух летних Олимпийских игр.

## Биография
Хорст Байер родился 5 января 1940 года в городе Ноймюнстер.
Занимался лёгкой атлетикой в Вольфсбурге, проходил подготовку в местном одноимённом клубе VfL Wolfsburg.
В 1963—1972 годах входил в число сильнейших десятиборцев страны, в частности дважды выигрывал национальный чемпионат в этой дисциплине (1970, 1972), четыре раза становился серебряным призёром (1964—1966, 1969). Личный рекорд установил в 1972 году — 7895 очков.
На международной арене впервые заявил о себе в сезоне 1964 года, когда вошёл в состав Объединённой германской команды и благодаря череде удачных выступлений удостоился права защищать честь страны на летних Олимпийских играх в Токио. Набрал в сумме всех дисциплин десятиборья 7647 очков и расположился в итоговом протоколе соревнований на шестой строке.
В 1966 году в составе сборной Западной Германии побывал на чемпионате Европы в Будапеште, откуда привёз награду бронзового достоинства, выигранную в десятиборье — уступил здесь только соотечественникам Вернеру фон Мольтке и Йоргу Маттайсу.
Планировалось его выступление в беге на 110 метров с барьерами на чемпионате Европы 1969 года в Афинах, однако команда ФРГ в качестве протеста отозвала всех своих спортсменов в индивидуальных дисциплинах, и это выступление не состоялось.
В 1972 году Байер представлял западногерманскую национальную сборную на Олимпийских играх в Мюнхене, однако в связи с травмой вынужден был сняться с соревнований на этапе прыжков в высоту.
После завершения спортивной карьеры возглавлял центр спортивной подготовки в Вольфсбурге, затем в 1976—1980 годах по приглашению федерального правительства работал экспертом в Нигерии. В поздние годы был учителем в средней школе во Франкфурте-на-Майне.
Умер 9 декабря 2017 года в Гамбурге в возрасте 77 лет.